# Lewis Harry Holtby
Lewis Harry Holtby (Erkelenz, Rin del Nord-Westfàlia, 18 de setembre de 1990) és un futbolista alemany d'origen anglès que actualment juga de centrecampista al Holstein Kiel. Va començar com a futbolista al SV Grün-Weiss Sparta Gerderath.